# Vevo (bedrijf)
Vevo (afkorting van Video Evolution, tot 2013 VEVO) is een website voor muziek- en video-amusement. De site is in handen van Sony Music Entertainment, Universal Music Group en Abu Dhabi Media Company. Vevo biedt muziekvideo's aan van de drie grote platenmaatschappijen: Universal Music Group, Sony Music Entertainment en Warner Music Group. Ook videoclips van Emi Group werden aangeboden, totdat dit bedrijf in 2011 werd overgenomen door de andere drie bedrijven. De dienst werd officieel gelanceerd op 8 december 2009. YouTube verzorgt de videohosting voor Vevo. Google deelt in de reclameopbrengsten.
Een van de redenen voor de lancering van Vevo was de concurrentie die muziekvideo's hebben van YouTube. Warner Music Group zou in maart 2009 vanwege deze concurrentie zijn eigen video's van YouTube hebben gehaald. Op 30 september 2009 kwamen Warner Music Group en YouTube tot een akkoord over hun muziekvideo's, waardoor de Warner-muziekvideo's zouden terugkeren naar YouTube. Ze overwogen om de video's alsnog via Vevo aan te bieden, maar ze vormden uiteindelijk een rivaliserende alliantie met MTV Networks.
Universal verwierf op 20 november 2008 de domeinnaam vevo.com. Sony Music Entertainment sloot in juni 2009 een overeenkomst om deel te nemen aan Vevo. Op 18 november 2009 kondigde Vevo aan dat de website op 8 december 2009 zou worden gelanceerd tijdens feestelijkheden in New York.
Artiesten onderhouden in toenemende mate Vevo-YouTubekanalen. Hier worden videoclips, en eventueel andere content, geüpload. In de YouTube-zoekresultaten worden deze clips als 'officieel' aangeduid. Heruploads van deze clips worden geclaimd, al dan niet offline gehaald.
In de volgende landen is er toegang tot Vevo: Verenigde Staten, Australië, België, Brazilië, Canada, Frankrijk, Ierland, Italië, Nederland, Nieuw-Zeeland, Spanje en het Verenigd Koninkrijk.
De meeste Vevo-video's zijn toegankelijk via YouTube. In sommige landen is een deel van de Vevo-content niet via YouTube beschikbaar; dit staat dan aangegeven.
In landen die niet door Vevo ondersteund worden, is het lastig om video's van Vevo te bekijken. 